# Оружие несмертельного действия

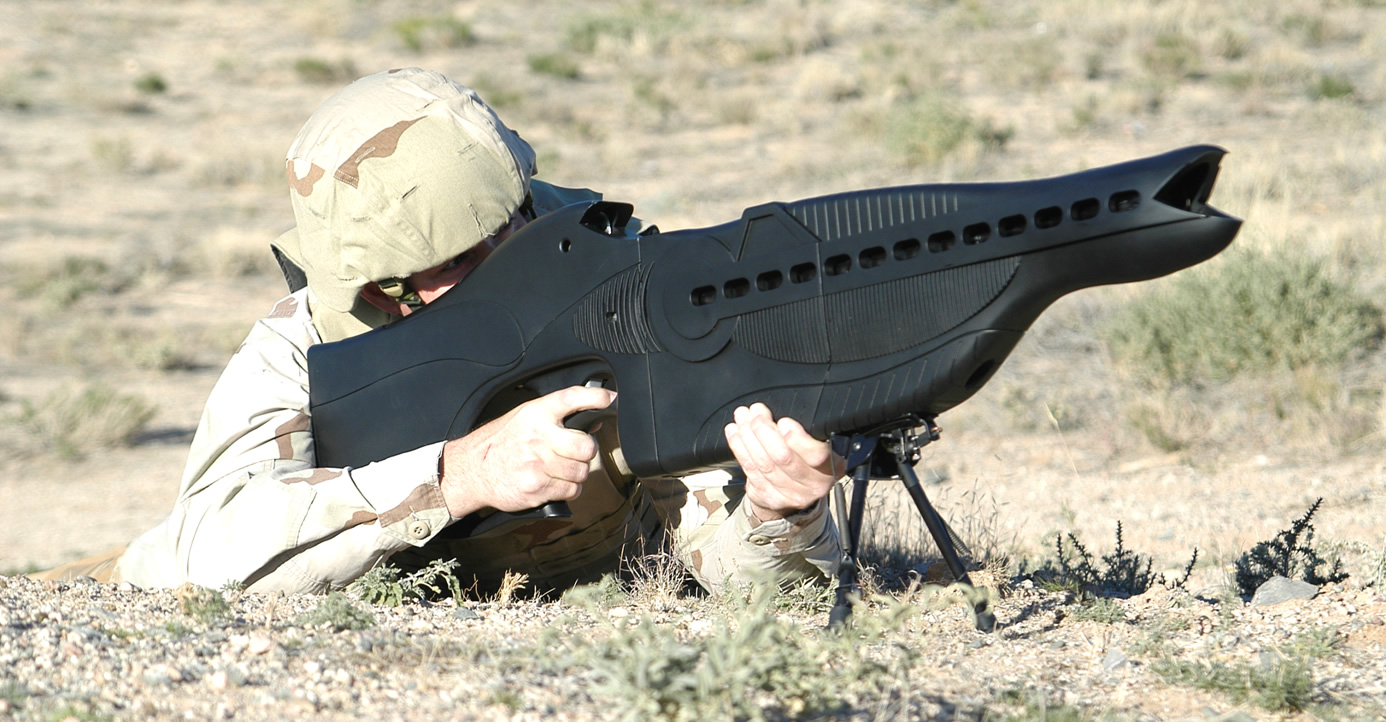
Экспериментальное лазерное оружие (PHASR), временно ослепляющее противника

Оружие несмертельного действия, оружие нелетального действия (ОНД), нелетальное оружие — оружие, которое при обычном применении не должно приводить к гибели или тяжёлым телесным повреждениям у тех, против кого оно направлено. Основная цель использования такого оружия — нейтрализация, а не поражение противника; ущерб здоровью и физическому состоянию людей при этом должен быть сведён к минимуму.

## Общие сведения
Оружие несмертельного действия, условно называемое в средствах массовой информации «гуманным», предназначено для временного выведения из строя живой силы противника без причинения необратимого ущерба для здоровья людей. Кроме того, данный вид оружия может применяться для выведения из строя техники и вооружений, например беспилотных летательных аппаратов, остановки автотранспорта и т. д.
К данной категории относится обширный комплекс механических, химических, электрических и светозвуковых устройств, используемых правоохранительными органами и спецслужбами для оказания психофизического, травматического и удерживающего воздействия на правонарушителя, временного вывода его из строя, а также армейским спецназом — для захвата противника живым.
Как правило, спецсредства используются правоохранительными органами для задержания правонарушителей, пресечения с их стороны активного сопротивления, освобождения заложников, пресечения и ликвидации групповых хулиганских проявлений и массовых беспорядков.

## Основные виды нелетального оружия

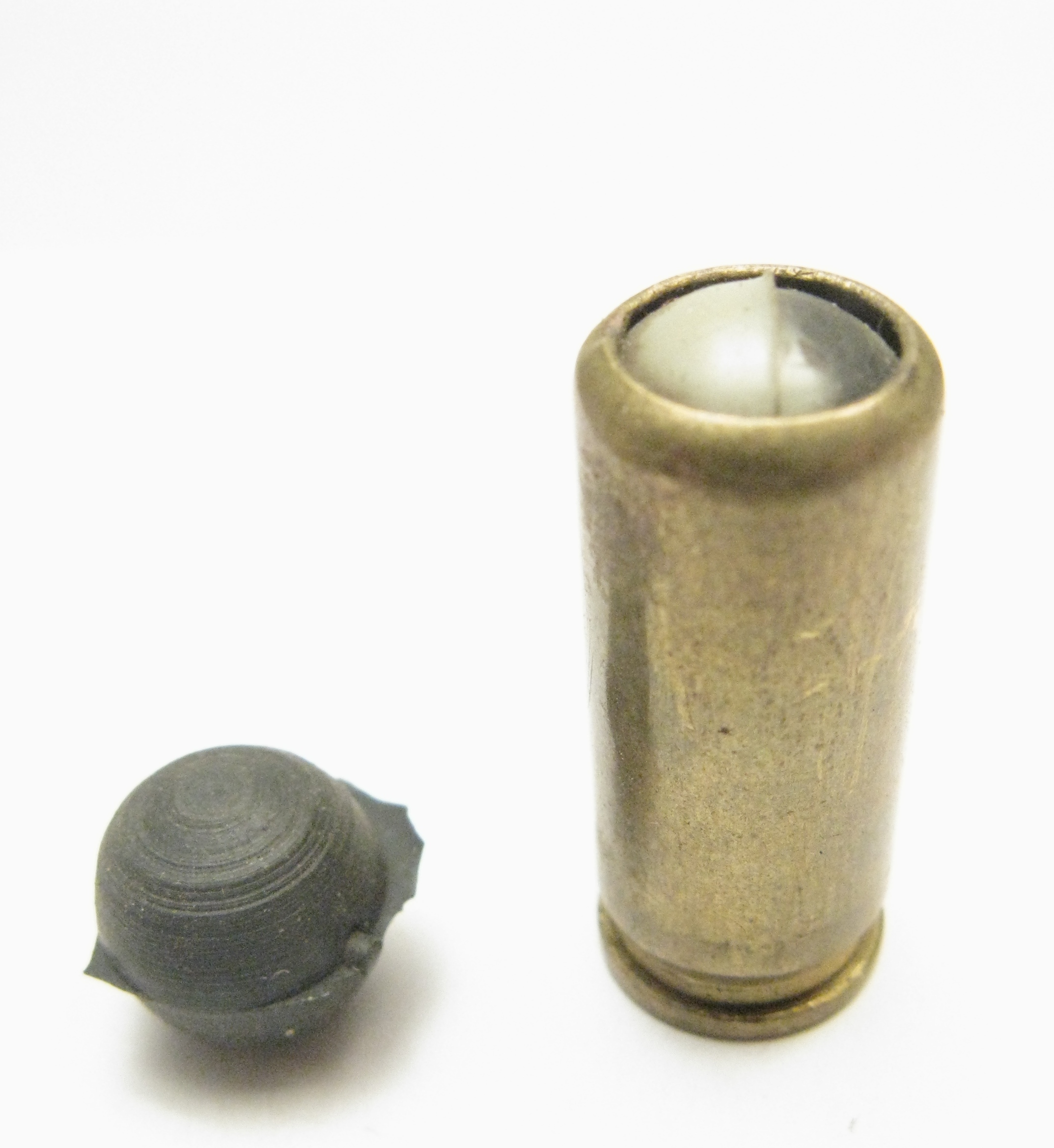
9 мм резиновая пуля

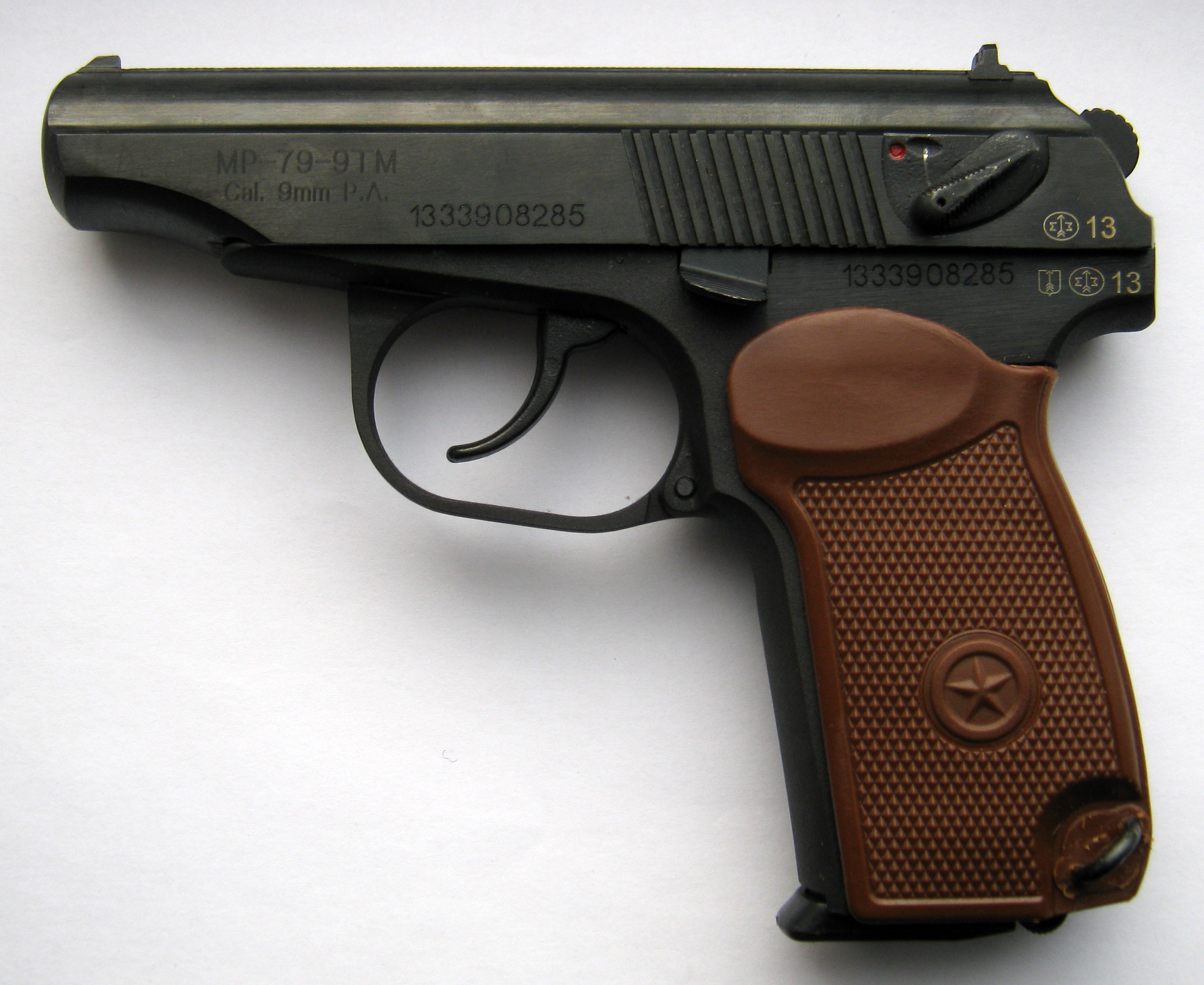
Травматическое оружие — пистолет «Макарова»

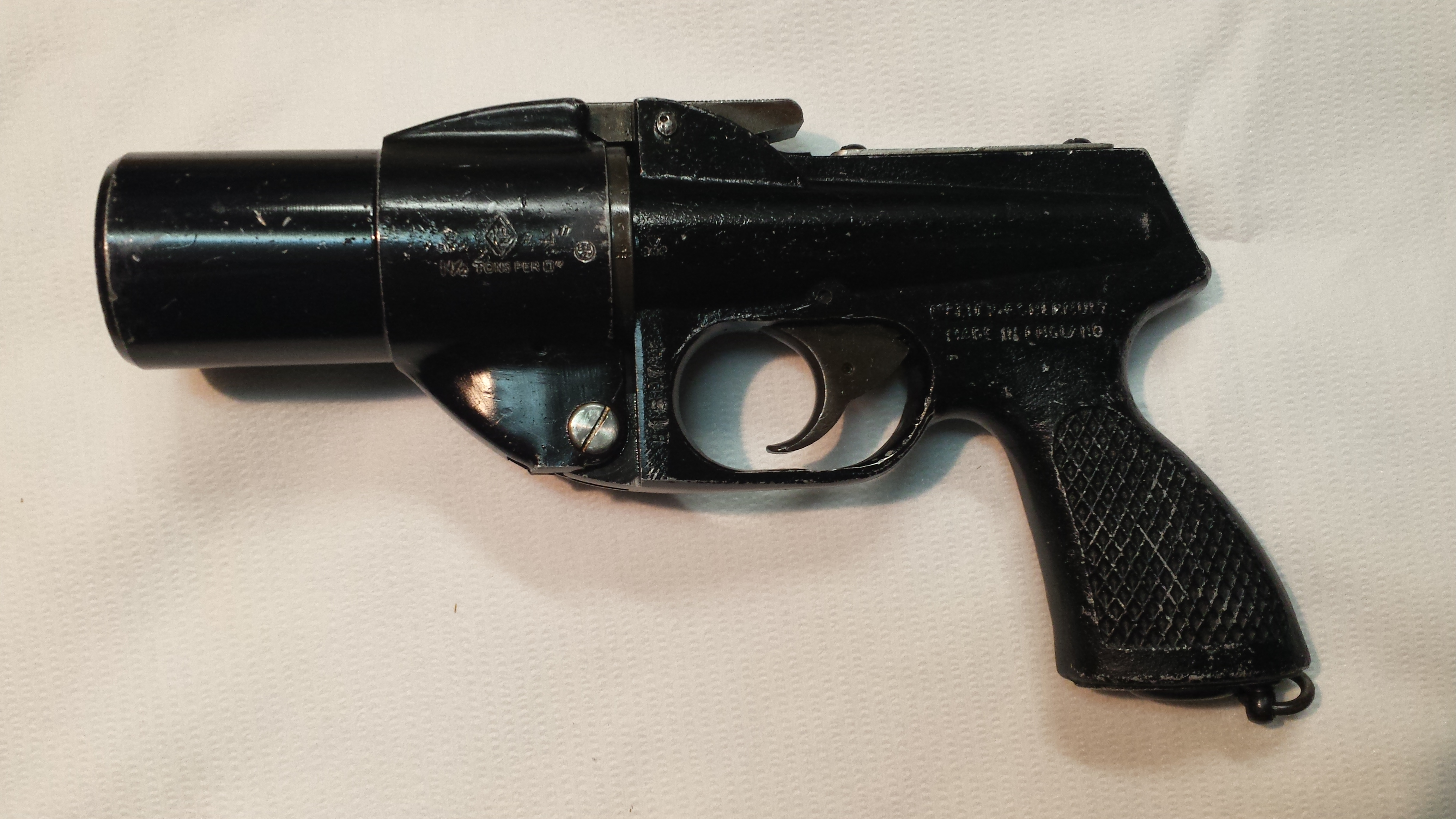
Сигнальный пистолет Webley Schermuly для стрельбы 40-мм зарядами

- Травматическое оружие — специально сконструированное огнестрельное оружие для стрельбы травматическими боеприпасами: например, пистолеты «ОСА» и «Макарыч». Существуют травматические патроны с резиновыми или пластмассовыми пулями, предназначенные для использования в полицейском или боевом огнестрельном оружии.
- Светошумовые боеприпасы — выполнены на основе горения пиротехнических средств и оказывают светозвуковое и ограниченное осколочное воздействие. Применяются для временного вывода противника или правонарушителя из строя путём ослепления ярким светом, оглушения резким громким звуком и травмирования сравнительно мягкими поражающими элементами (осколками или резиновой картечью).
- Водомёты — устройства, оказывающие физическое воздействие струями воды под большим давлением. Как правило, не наносят сколько-нибудь тяжёлых травм, но способны вызвать переохлаждение, а при отрицательной температуре — и обморожение, в том числе с летальным исходом. Могут быть сооружены на основе подручных средств (в частности, пожарных брандспойтов). Являются одними из наиболее распространённых и популярных средств борьбы с беспорядками.
- Ирританты (слезоточивый газ, «вонючий» заряд, перечный газ и др.) — химические вещества, вызывающие раздражение органов восприятия (слезотечение, резь в глазах), органов дыхания (кашель, удушье), кожи (жжение, воспаление), делающие невозможным продолжение осознанной деятельности в зоне воздействия. В зависимости от свойств смеси может быть отнесено к химическому оружию, запрещённому ООН[3]. Подобные средства могут использоваться дистанционно: как специальные патроны для ружей, так и в качестве отдельного оружия, вроде «FN 303».
- Электрошоковое оружие — распространено и как гражданское оружие самообороны, и как спецсредство для полиции и силовых структур. Результатом воздействия шокера на человека становится нестерпимая боль, мышечный спазм в месте применения, потеря ориентации в пространстве и временная потеря сознания. Различия между полицейскими и гражданскими моделями заключаются в технических характеристиках. Полицейские шокеры выдают разряд мощностью до 10 Вт и напряжением до 120 000 В. Для гражданских же моделей максимально разрешённые показатели, соответственно, 3 Вт и 90 000 В. На вооружении подразделений МВД РФ состоят шокеры-дубинки «АИР-107У» (исп. 250 и исп. 350) производства ООО «МАРТ ГРУПП». Кроме того, компания поставляет силовым подразделениям электрошоковые щиты «СКАЛА» (тип I и тип II), внешняя поверхность которых покрыта токопроводящим материалом.
- Звуковое оружие — принцип действия основан на излучении звуковых и инфразвуковых волн определённых частот, используется для разгона толпы, вызова паники в воинских подразделениях, защиты объектов от посторонних, представителями такого вида оружия можно считать:
  - «Дальнодействующее акустическое устройство» (англ. Long Range Acoustic Device, LRAD). Разработано американской компанией «American Technology Corporation»[англ.] для применения военными и полицией. Эта звуковая пушка способна передавать чёткие предупреждения на многие сотни метров, увеличивая громкость передаваемых команд до непереносимой, и влиять таким образом на поведение толпы, на команды кораблей противника, группы террористов в зданиях и т. п[4].
  - Так называемый «стреляющий мегафон», который внешне действительно напоминает мегафон, внутрь которого даже не сгибаясь может войти человек. Мощные импульсы с частотой от 2 до 3 тысяч герц, мощностью 150 децибел. Звук такой мощности вполне может произвести устойчивое повреждение органов слуха. Люди, находящиеся недалеко от данной пушки, теряют самообладание, появляется страх, головокружение, тошнота. На близком же расстоянии — психическое расстройство, разрушение внутренних органов.[5]
- Лазерное нелетальное оружие — принцип действия основан на применении лазерного излучения, импульсы которого приводят к временному ослеплению и дезориентируют противника. Использование лазеров в качестве оружия, предназначенного для причинения постоянной слепоты, запрещено ООН[6].
- СВЧ-оружие[7] — принцип действия основан на излучении электромагнитных волн сверхвысокой частоты (СВЧ). Один из представителей такого вида оружия — «Система активного отбрасывания» (англ. Active Denial System, ADS)[8] разработан для американской армии и представляет собой мощный СВЧ-излучатель. Установка ADS излучает направленную энергию в диапазоне миллиметровых радиоволн, которая оказывает кратковременное шоковое воздействие на людей на расстоянии до 500 м. Пентагон провёл сертификационные испытания установки ADS на добровольцах, которые при облучении испытывали болевой шок и рефлекторное стремление немедленно скрыться из зоны поражения (так называемый «Goodbye effect»).

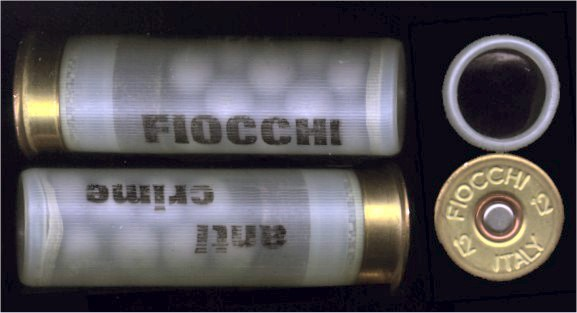
Патрон Fiocchi «Противопреступный» 12-го калибра с резиновой картечью: 15 шариков диаметром 8,3 мм, 0,58 грамма каждый, начальная скорость 790 фут/с.
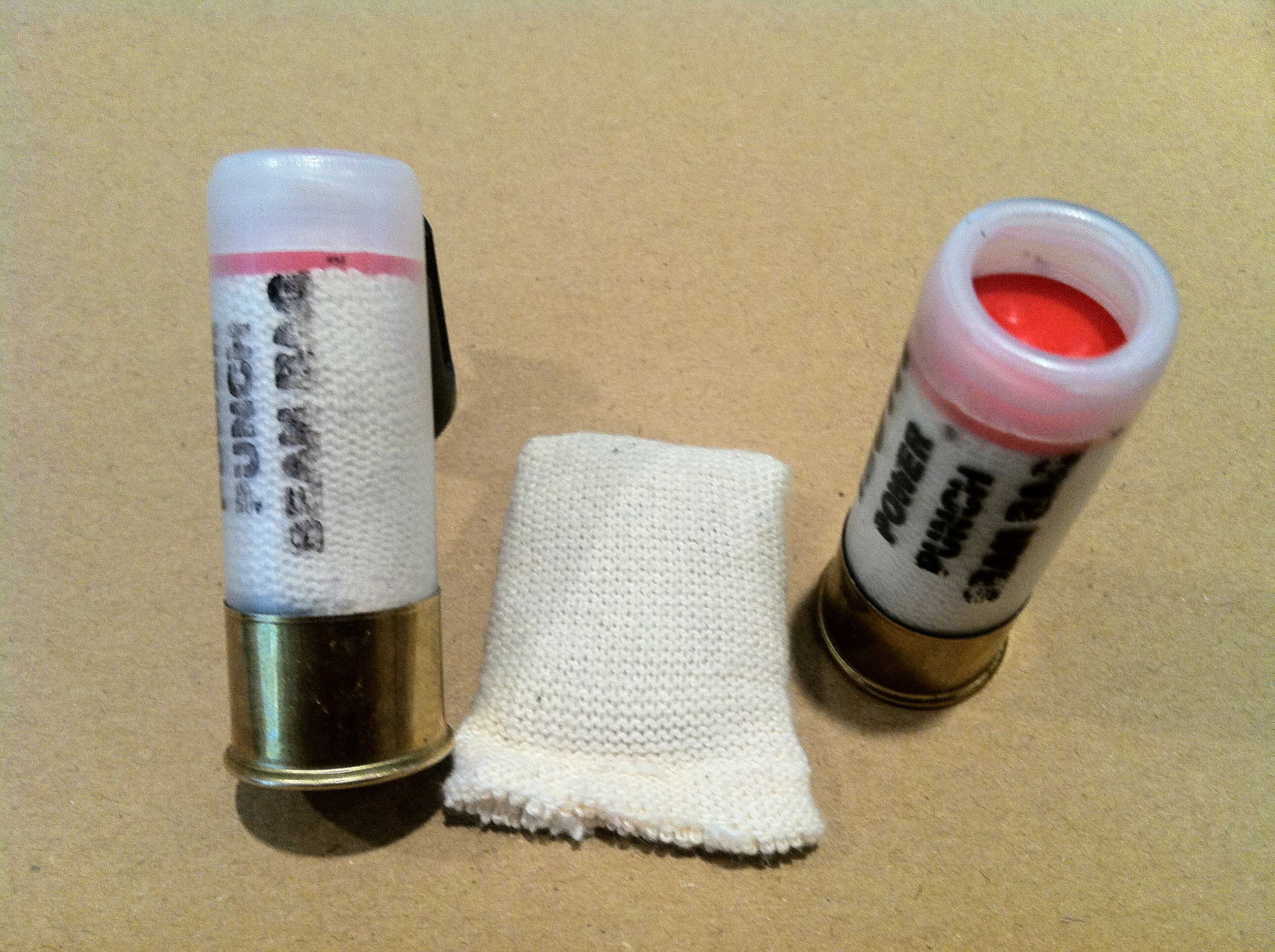
Патрон «power punch bean bag» 12-го калибра содержит тканевой мешок (в центре) с мелкой дробью, летящей как единый снаряд
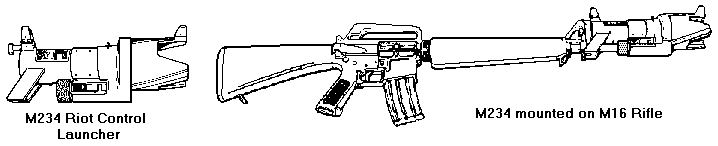
Пусковая установка М234 «Riot Control Launcher» для травматических 64 мм снарядов на винтовке M16
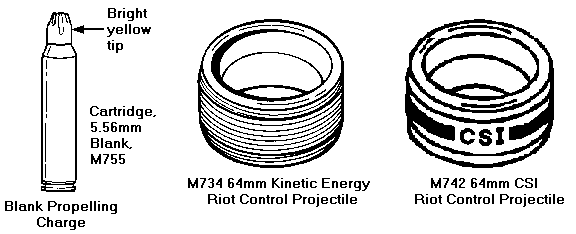
Резиновый снаряд «аэродинамическое кольцо», выстреливаемый из установки M234 для останавливающего кинетического воздействия

## Проблемы безопасности
Использование несмертельного оружия призвано свести к минимуму возможность непреднамеренных жертв. Полностью это исключить невозможно, но такие случаи крайне редки.
Наиболее частыми причинами, которые могут привести к гибели человека при применении несмертельного оружия, являются:
1. случайные выстрелы,
2. рикошеты,
3. неумелое обращение с оружием и противоправное его применение,
4. наличие у жертвы скрытых проблем со здоровьем.

Поскольку различные части тела человека отличаются по степени уязвимости, а сами люди различаются по физическому состоянию, то любое оружие, способное выводить из строя, вероятно, будет способно при определённых обстоятельствах стать орудием убийства.
Применение пластиковых, резиновых пуль и других «несмертельных» боеприпасов может стать причиной контузий, переломов рёбер, сотрясения мозга, потери глаз, поверхностных повреждений различных органов и кожи, повреждений черепа, разрывов сердца, почек, печени, внутренних кровоизлияний и даже смерти.
Люди, подвергшиеся действию несмертельного оружия, должны немедленно показаться врачу, даже в отсутствие видимых телесных повреждений.